# Yaya Sanogo
Pour les articles homonymes, voir Sanogo.
Yaya Sanogo, né le 27 janvier 1993 à Massy, est un footballeur franco-ivoirien qui évolue au poste d'attaquant avec les Qingdao Red Lions (D2 chinoise).

## Biographie

### Débuts prometteurs avec l'AJ Auxerre (2006-2013)
En 2010, lors d'un match avec l'équipe de CFA[Quoi ?] de l'AJA, il se fracture le tibia et le péroné sur un tacle ; cette blessure lui vaut une indisponibilité de sept mois et un arrêt dans sa rapide progression dans le haut niveau.
Au mois d'octobre 2011, alors qu'il n'est dans le groupe professionnel que depuis trois mois, il compte déjà six apparitions (dont trois comme titulaires) et un but en équipe première de l'AJ Auxerre. Cette rapide progression lui permet au début du mois de novembre 2011 d'être sélectionné en équipe de France espoirs pour affronter l'équipe de Roumanie espoirs et l'équipe de Slovaquie espoirs pour des matchs qualificatifs au championnat d'Europe espoirs 2013. Il inscrit son premier but en championnat le 6 novembre 2011 contre Toulouse,. Toutefois, de nouvelles blessures mettent un terme à sa saison 2011-2012 qui voit la descente de l'AJ Auxerre en Ligue 2.
Absent en début de saison en raison de nouvelles blessures, il se fait néanmoins remarquer le 1er février 2013 en inscrivant un quadruplé face au Stade lavallois (victoire 5-4 de l'AJ Auxerre) pour son retour dans l'équipe. Le week-end suivant, il s'illustre à nouveau en réalisant un triplé face aux Tourangeaux permettant à l'équipe bourguignonne de s'adjuger la victoire alors qu'elle était menée par deux buts d'écart (3-2).

### Période difficile à Arsenal (2011-2017)
Le 1er juillet 2013, Arsenal annonce la signature de Yaya Sanogo avec un contrat de « longue durée », lui qui était en fin de contrat avec l'AJ Auxerre. Il portera le numéro 22.
Le 24 août, Yaya Sanogo fait ses débuts avec Arsenal contre Fulham en entrant à la 81e minute à la place de Lukas Podolski et remporte son premier match de championnat (victoire 3-1).
Sanogo se blesse durant un match avec les Bleuets en septembre et s’éloigne des terrains pour plusieurs semaines. Malgré son manque de temps de jeu avec les Gunners, il était nommé pour le Golden Boy en 2013.
Le 16 février, il est titularisé pour la première fois avec Arsenal contre Liverpool FC en FA Cup (victoire 2-1). Ses performances ont convaincu son entraîneur, Arsène Wenger, qui le titularise plus souvent. Le 20 février, Sanogo fait sa première apparition en Ligue des champions lors des 8e de finale face au Bayern Munich.
Le 17 mai, Sanogo remplace Lukas Podolski en finale de la FA Cup et remporte le premier trophée de sa carrière professionnelle.
Lors d'un match de pré-saison 2014/2015, Sanogo inscrit un quadruplé face à Benfica en Emirates Cup (victoire 5-1). Le 10 août, Sanogo est titulaire en Community Shield face à Manchester City. Il délivre un passe décisive à Aaron Ramsey avant d’être remplace par Olivier Giroud (victoire 3-0).
Le 26 novembre, il marque son premier but avec Arsenal face au Borussia Dortmund en Ligue des champions à la 2e minute (victoire 2-0) et qualifie son équipe pour les 8e de finale.

#### Prêt à Crystal Palace (2015)
Le 13 janvier 2015, Sanogo est prêté à Crystal Palace FC pour le reste de la saison 2014-2015. Il est la première recrue d'Alan Pardew qui lui a promis plus de temps de jeu. Quatre jours plus tard, il joue son premier match face à Burnley (victoire 3-2). Sanogo marque son premier but pour son nouveau club le 24 janvier en battant Southampton en FA Cup.

#### Prêt à l'Ajax Amsterdam (2015-2016)
Le 17 juillet 2015, il est prêté un an à l'Ajax Amsterdam. Il ne joue que quatre matchs, sans marquer le moindre but, et ne va pas au bout de son prêt qui prend finalement fin en janvier 2016.

#### Prêt à Charlton (2016)
Le 1er février 2016, il est prêté à Charlton Athletic jusqu'à la fin de la saison. Le 27 février, il marque un coup du chapeau contre l'équipe de Reading (défaite 3 buts à 4). Il s'agit des seuls buts marqués par l'attaquant français dans ce club.

### Retour en France avec le Toulouse FC (2017-2020)
Le 7 juillet 2017, libre de tout contrat, Sanogo s'engage avec le Toulouse FC pour une durée de trois saisons.
Le 1er juillet 2020, Yaya Sanogo se retrouve libre de tout contrat. Il déclare le 6 juillet que son bilan toulousain n’est pas « dégueulasse ».
Auteur de 16 buts en 72 matchs, le champion du monde U20 n’aura jamais montré son talent durant ses années toulousaines.

### Nouveau défi avec Huddersfield (2021-2022)
Sans club depuis plusieurs mois, Sanogo s'engage avec Huddersfield Town le 24 février. Le joueur est lié pour 6 mois au club évoluant en EFL Championship.
En septembre 2022 il effectue un essai non concluant au Stade lavallois, club de Ligue 2.

### Rebond en chine au Qingdao Red Lions (2024)
En février 2024, il s'engage jusqu'en décembre 2024, soit pour la saison prochaine en deuxième division chinoise dans le club des Qingdao Red Lions.

## Statistiques
| Saison                | Club                        | Championnat           | Championnat | Championnat | Coupe nationale | Coupe nationale | Coupe de la Ligue | Coupe de la Ligue | Supercoupe | Supercoupe | Compétition(s) continentale(s) | Compétition(s) continentale(s) | Compétition(s) continentale(s) | Total | Total |
| Saison                | Club                        | Division              | M.          | B.          | M.              | B.              | M.                | B.                | M.         | B.         | Comp.                          | M.                             | B.                             | M.    | B.    |
| 2009-2010             | AJ Auxerre                  | Ligue 1               | 1           | 0           | 1               | 0               | 0                 | 0                 | -          | -          | -                              | -                              | -                              | 2     | 0     |
| 2010-2011             | AJ Auxerre                  | Ligue 1               | 0           | 0           | 0               | 0               | 0                 | 0                 | -          | -          | C1                             | 0                              | 0                              | 0     | 0     |
| 2011-2012             | AJ Auxerre                  | Ligue 1               | 7           | 1           | 0               | 0               | 2                 | 0                 | -          | -          | -                              | -                              | -                              | 9     | 1     |
| 2012-2013             | AJ Auxerre                  | Ligue 2               | 13          | 9           | 0               | 0               | 0                 | 0                 | -          | -          | -                              | -                              | -                              | 13    | 9     |
| Sous-total            | Sous-total                  | Sous-total            | 21          | 10          | 1               | 0               | 2                 | 0                 | -          | -          | -                              | 0                              | 0                              | 24    | 10    |
| 2013-2014             | Arsenal FC                  | Premier League        | 8           | 0           | 4               | 0               | 0                 | 0                 | -          | -          | C1                             | 2                              | 0                              | 14    | 0     |
| 2014-2015             | Arsenal FC                  | Premier League        | 3           | 0           | 0               | 0               | 0                 | 0                 | 1          | 0          | C1                             | 2                              | 1                              | 6     | 1     |
| Sous-total            | Sous-total                  | Sous-total            | 11          | 0           | 4               | 0               | 0                 | 0                 | 1          | 0          | -                              | 4                              | 1                              | 20    | 1     |
| 2014-2015             | Crystal Palace (prêt)       | Premier League        | 10          | 0           | 1               | 1               | 0                 | 0                 | -          | -          | -                              | -                              | -                              | 11    | 1     |
| Sous-total            | Sous-total                  | Sous-total            | 10          | 0           | 1               | 1               | 0                 | 0                 | -          | -          | -                              | -                              | -                              | 11    | 1     |
| 2015-2016             | Ajax Amsterdam (prêt)       | Eredivisie            | 3           | 0           | -               | -               | -                 | -                 | -          | -          | C1+C3                          | 2+1                            | 0                              | 6     | 0     |
| Sous-total            | Sous-total                  | Sous-total            | 3           | 0           | -               | -               | -                 | -                 | -          | -          | -                              | 3                              | 0                              | 6     | 0     |
| 2015-2016             | Charlton Athletic FC (prêt) | Championship          | 8           | 3           | -               | -               | -                 | -                 | -          | -          | -                              | -                              | -                              | 8     | 3     |
| Sous-total            | Sous-total                  | Sous-total            | 8           | 3           | -               | -               | -                 | -                 | -          | -          | -                              | -                              | -                              | 8     | 3     |
| 2017-2018             | Toulouse FC                 | Ligue 1               | 27          | 6           | 3               | 1               | 3                 | 2                 | -          | -          | -                              | -                              | -                              | 33    | 9     |
| 2018-2019             | Toulouse FC                 | Ligue 1               | 21          | 3           | 2               | 0               | -                 | -                 | -          | -          | -                              | -                              | -                              | 23    | 3     |
| 2019-2020             | Toulouse FC                 | Ligue 1               | 15          | 3           | -               | -               | 1                 | 1                 | -          | -          | -                              | -                              | -                              | 16    | 4     |
| Sous-total            | Sous-total                  | Sous-total            | 63          | 12          | 5               | 1               | 4                 | 3                 | -          | -          | -                              | -                              | -                              | 72    | 16    |
| Total sur la carrière | Total sur la carrière       | Total sur la carrière | 116         | 25          | 11              | 2               | 6                 | 3                 | 1          | 0          | -                              | 7                              | 1                              | 141   | 31    |

## Palmarès

### En club
- Arsenal
  - Vainqueur de la Coupe d'Angleterre en 2014
  - Vainqueur du Community Shield en 2014.

### En sélection
- France -20 ans
  - Vainqueur de la Coupe du monde en 2013.